# Golfo de Catania
El golfo de Catania es un golfo del mar Jónico situado en la costa oriental de la isla italiana de Sicilia

## Geografía
El golfo, localizado a continuación del estrecho de Mesina, es una amplia ensenada del tramo de costa comprendido entre el cabo Mulini  (Acireale), que lo limita al norte, y el cabo Campolato (Augusta), que lo limita el sur, antes del golfo de Augusta.  El tramo de costa tiene unos cincuenta kilómetros de largo, con una boca de unos 32 km abierta al este, y pertenece casi por igual a las provincias de Catania y de Siracusa.

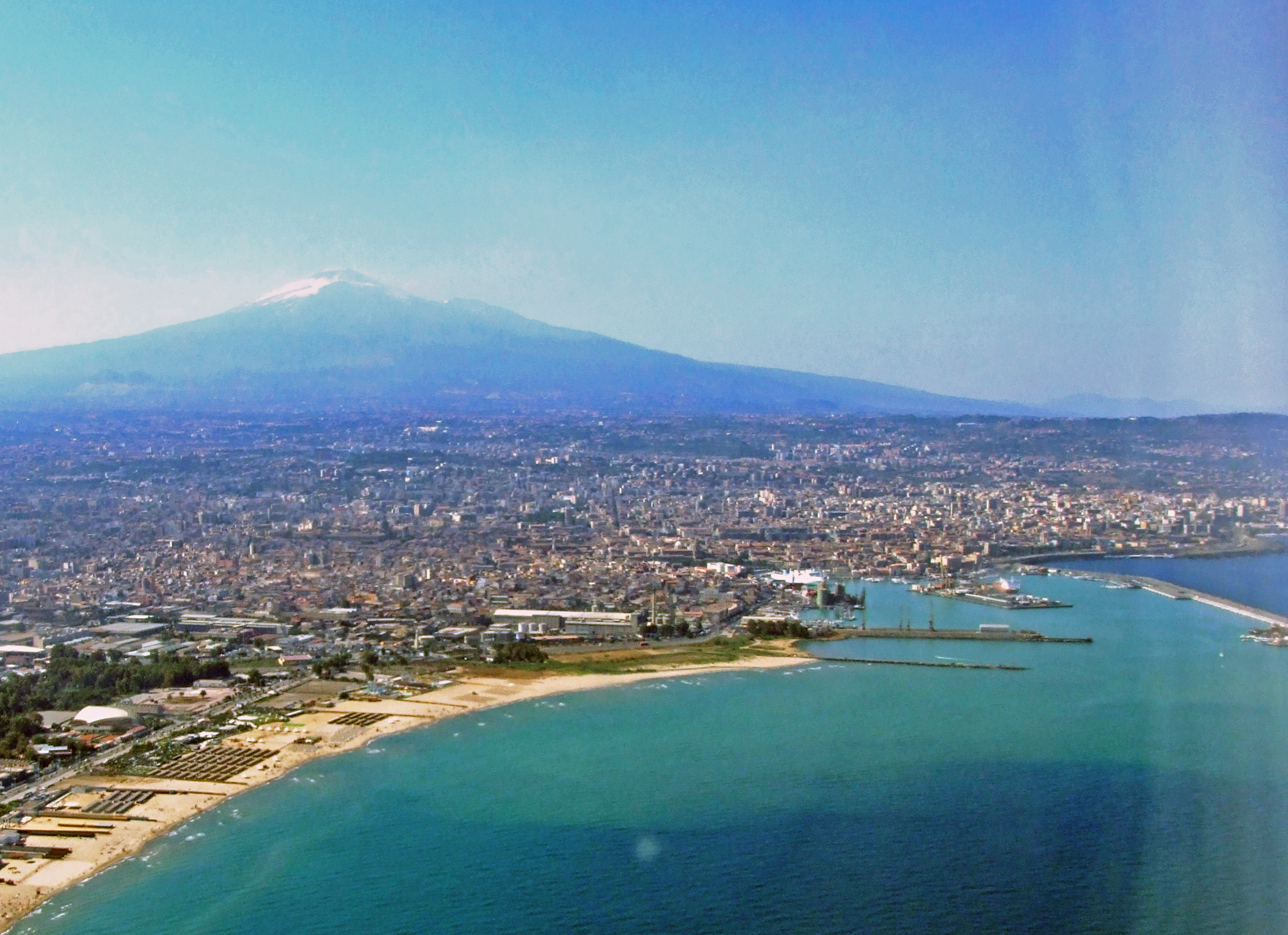
250px l Vista de Catania y el Etna, a orillas del golfo.

La costa norte es rocosa y escarpada hasta el puerto de Catania, y se compone de rocas basálticas, fruto de las muchas erupciones del Etna que llegan al mar y de neck aflorante de los fondos marinos que forman el archipiélago de las pequeñas Islas de los Cíclopes y el roquedo sobre el que se encuentra el Castillo de Acicastello. Al norte de la ciudad de Catania está la ensenada de Ognina, en la que se encuentra Porto Ulises, un pequeño puerto pesquero y recreativo, y en la que desemboca un río que fluye bajo tierra en tiempos antiguos llamado Lognina. 
La costa, alta y recta, se llama a menudo Scogliera de Armisi, y cuenta con grandes cuevas de lava erosionada desde el mar, casi totalmente inaccesibles por tierra. 
A partir del muelle exterior sur del puerto, la costa se convierte en una costa arenosa y forma la larga playa de Plaia. Después de unos 18 km, la costa vuelve a ser rocosa de nuevo, pero con una roca de diferente tipo, en su mayoría de piedra caliza. Es un tramo con abundantes barrancos y pequeñas calas, casi siempre con caídas pronunciadas al mar. 
En el golfo de Catania vierten varios ríos, como el Simeto, Gornalunga, San Leonardo, algunos arroyos, como el Acquicella y Buttaceto, y el canal Benanti. En la ciudad de Catania también vierte el río subterráneo de Amenano.